# Liu Qiang
Liu Qiang (ur. 25, zm. w lecie 58 w Lingguang na terenie dawnego księstwa Lu) – najstarszy syn cesarza Guangwu i jego pierwszy następca tronu.
Liu Qiang był najstarszym synem cesarza Guangwu, pochodzącym z jego związku z Guo Shengtong. Kiedy jego matka została cesarzową w 26 Liu Qiang został mianowany następcą tronu. W 41 nową cesarzową w miejsce Guo Shengtong została jednak Yin Lihua i dwa lata później Liu Qiang przestał być następcą tronu. Zamieniając się miejscami z Liu Zhuangiem, najstarszym synem Yin Lihua i przyszłym cesarzem Mingiem, Liu Qiang został teraz księciem (wang) Donghai.
W 52 synowie Guo Shengtong zostali odesłani do swoich lenn, jednak Guangwu, uważając iż Liu Qiang utracił swoje dziedzictwo bez własnej winy, nadal w szczególny sposób wyróżniał swojego najstarszego syna. Podarował mu zatem terytorium dawnego księstwa Lu, powiększając obszar jego lenna do niemal trzydziestu powiatów (縣, xian), wraz ze wspaniałym pałacem Lingguang (zbudowanym niegdyś przez Liu Yu, syna cesarza Jinga), specjalną gwardią, muzyką dworską oraz innymi quasi-cesarskimi przywilejami. Liu Qiang miał kilka razy pisać do ojca protestując przeciwko jego nadmiernej łaskawości, ale cesarz naciskał, jedynie pokazując z dumą jego listy swoim doradcom.
W 54 cesarz odwiedził księstwo Lu i na początku 56 wszyscy jego synowie przybyli do Luoyangu, by świętować Nowy Rok. Następnie Liu Qiang towarzyszył Guangwu w jego podróży na wschód, której kulminacją było dokonanie ofiar Feng Shan na świętej górze Tai Shan. Nie ma powodu, by widzieć w tym zachowaniu coś innego niż przejawy ojcowskiej łaskawości w stosunku do najstarszego syna, jednak wydaje się, iż na łożu śmierci Guangwu zorientował się, że jego intencje mogą zostać opacznie zrozumiane. Dlatego wydał edykt testamentalny, nakazujący by Wielki Komendant (太尉, taiwei) Zhao Xi, najstarszy ze stojących na czele cesarskiej biurokracji Trzech Ekscelencji, przejął przewodnictwo nad procedurą sukcesji i stwierdzający, że jego następca Liu Zhuang ma natychmiast objąć władzę. Według Rafe de Crespigny’ego „była to trudna sytuacja dla obu braci”.
Guangwu zmarł 29 marca 57 i następnego dnia, pod przewodnictwem Zhao Xi, odbyła się ceremonia objęcia tronu przez Liu Zhuanga, która przebiegła bez zakłóceń. Pomimo to brat nowego cesarza, Liu Jing napisał list do Liu Qianga, mający rzekomo pochodzić od jego wuja Guo Kuanga, zachęcający go do rebelii. Przerażony Liu Qiang natychmiast oddał zapieczętowany list, wraz z niewolnikiem, który go przekazał, cesarzowi. Sprawa została wyciszona, niemniej Liu Jing musiał opuścić stolicę.
Pomimo tego że nie ponosił żadnej winy, zimą Liu Qiang powrócił do swojego lenna i latem następnego roku zmarł. Cesarz wysłał do niego lekarzy i pozwolił swoim braciom na odwiedzenie go podczas choroby, niemniej jego śmierć była dla niego bez wątpienia powodem do ulgi. Szybka reakcja Liu Qianga na inicjatywę Liu Jinga zapobiegła jakiemukolwiek konfliktowi o sukcesję, jednak cała sprawa „miała wpływ na nowego władcę, nie tylko jeśli chodzi o jego relacje z braćmi, ale także osobiste poczucie legitymizacji”. Liu Zhuang nakazał wyprawić Liu Qiangowi szczególnie uroczysty pogrzeb, oddając cześć jego lojalności, i miał odwiedzić jego grób.